# Keith Kellogg

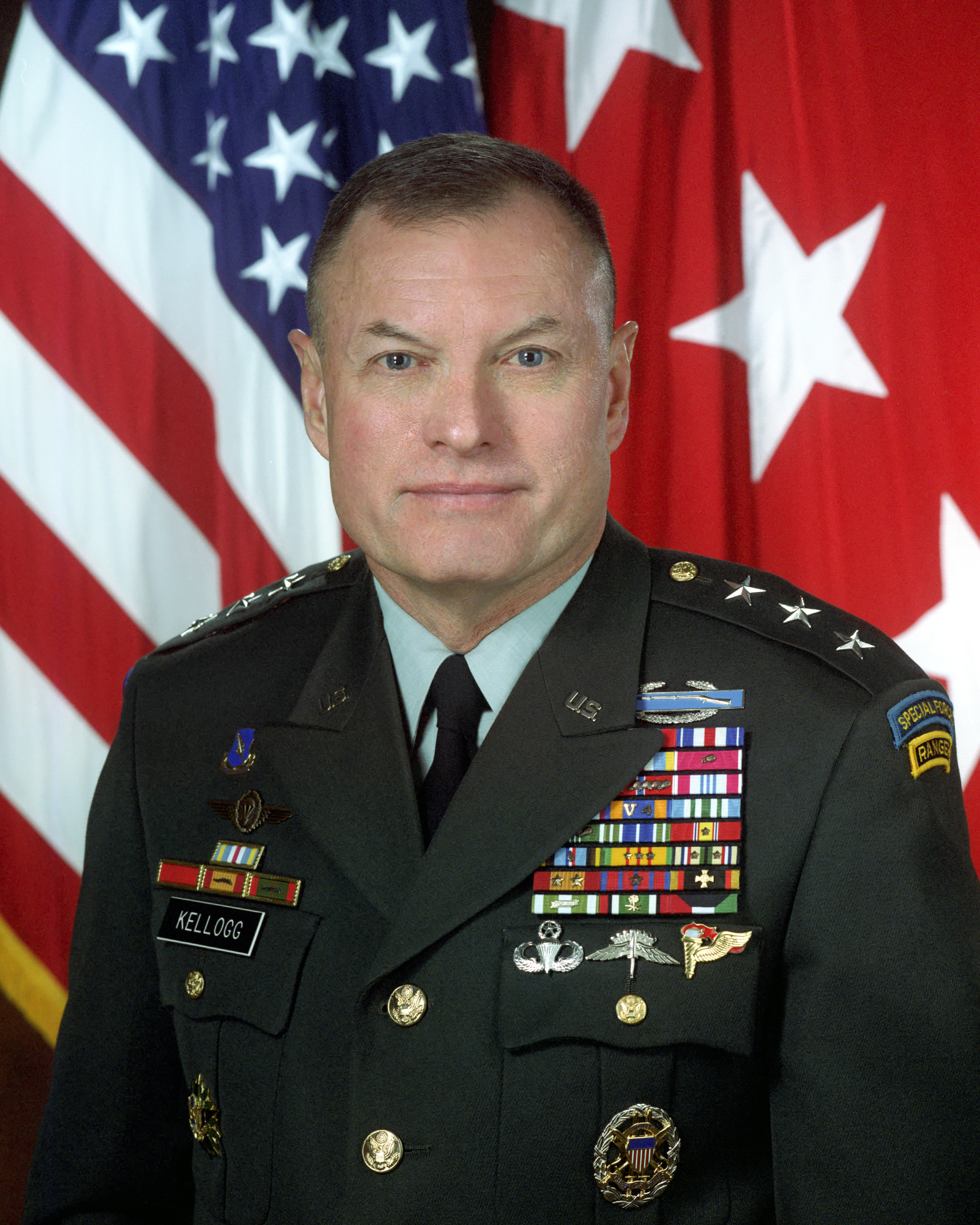
Keith Kellogg (2000)

Joseph Keith Kellogg Jr., genannt Keith Kellog (* 12. Mai 1944 in Dayton, Montgomery County, Ohio), ist ein pensionierter Generalleutnant der United States Army. Er kommandierte unter anderem die 82. US-Luftlandedivision. Nach seiner militärischen Karriere war er in der ersten Amtszeit von Präsident Donald Trump kommissarischer Nationaler Sicherheitsberater und von 2018 bis 2020 Sicherheitsberater von US-Vizepräsident Mike Pence. Im Februar 2025 wurde er von Präsident Trump zum US-Sondergesandten für die Ukraine und Russland ernannt.
Am 16. März 2025 gab Trump bekannt, Kellogg sei nur noch für die Ukraine zuständig. Laut Medienberichten hatte Putins Regierung Druck gemacht, Kellogg aus den Verhandlungen zu nehmen, weil er angeblich proukrainisch sei.

## Militärische Laufbahn
Kellogg besuchte die Long Beach High School im Los Angeles County in Kalifornien. Über das ROTC-Programm der Santa Clara University gelangte er im Jahr 1967 in das Offizierskorps der US Army. Dort wurde er als Leutnant der Infanterie zugeteilt. Er durchlief in der US Army alle Offiziersränge bis zum Generalleutnant.
Im Lauf dieser Karriere absolvierte Kellogg das United States Army War College, ein Studium an der University of Kansas sowie Kurse und Schulungen. 
In seinen jüngeren Jahren absolvierte er den für Offiziere in den niederen Rangstufen üblichen Dienst in verschiedenen Einheiten und Standorten und wurde im Vietnamkrieg eingesetzt. 
Im Lauf seiner Militärzeit kommandierte er Einheiten auf verschiedenen Ebenen bis zum Divisionskommandeur. Außerdem war er als Stabsoffizier eingesetzt. 

Während der Invasion in Panama (1989–1990) kommandierte Kellogg die 3. Brigade der 7. Infanteriedivision. Danach wurde er Stabschef und dann stellvertretender Kommandeur der 82. Luftlandedivision, mit der er am Zweiten Golfkrieg teilnahm. 
Von Juli 1992 bis 1994 war er Kommandeur des Verbands United States Special Operations Command Europe, der die Sondereinsatzkräfte des US European Command (EUCOM) in sich vereint und wie dieses in Stuttgart stationiert ist. Am 27. November 1996 übernahm Kellogg das Kommando über die 82. Luftlandedivision. In dieser Funktion löste er George A. Crocker ab. Dieses Kommando behielt er bis zum 31. Juli 1998. Anschließend wurde er Stabsoffizier im Pentagon. Dort wurde er am 11. September 2001 Augenzeuge des Anschlags auf das Pentagon. Kellogg übernahm später eine führende Stellung in der geheimen alternativen US-Kommandozentrale im Raven Rock Mountain Complex und schied im Jahr 2003 aus dem aktiven Militärdienst aus.

## Politik
Anschließend übernahm Kellogg eine führende Rolle bei der Koalitions-Übergangsverwaltung im Irak. Außerdem arbeitete er für einige Unternehmen, zum Beispiel für Oracle. Kellogg war Mitglied der Republikanischen Partei. Im Jahr 2016 schloss er sich dem Wahlkampfteam von Donald Trump als einer der außenpolitischen Berater an. Nach dessen Wahlsieg wurde er Mitglied im United States National Security Council. 
Vom 13. bis zum 20. Februar 2017 war Kellogg kommissarischer Nationaler Sicherheitsberater. Dabei überbrückte er die Zeit zwischen dem Rücktritt von Michael T. Flynn und dem Amtsantritt von H. R. McMaster. Im April 2018 wurde Kellogg von Vizepräsident Mike Pence zu dessen Sicherheitsberater ernannt. Dieses Amt behielt er bis zum Ende von dessen und Trumps Amtszeit am 20. Januar 2021. Kellogg unterstützte Trumps Wahlkampf vor der Präsidentschaftswahl am 3. November 2020 und hielt eine Rede auf dem Republikanischen Nominierungsparteitag.
Während des Sturms auf das Kapitol in Washington am 6. Januar 2021 war Kellogg bei Präsident Trump im Weißen Haus. Er sagte später vor einem Untersuchungsausschuss des US-Kongresses aus, Mitglieder des Stabs hätten Trump gebeten, sofortige Maßnahmen gegen den Angriff auf das Kapitol zu unternehmen. Trump sei diesen Empfehlungen aber nicht nachgekommen.

## Ukraine
Zwischen Trumps erster und zweiter Präsidentschaft konzipierte Kellogg gemeinsam mit dem ehemaligen Analysten der CIA Fred Fleitz einen Plan für eine Beendigung des Russland-Ukraine-Kriegs. Dies tat Kellogg im Rahmen seiner Anstellung bei der Denkfabrik America First Policy Institute (AFPI), die eine politische Agenda für eine zweite Amtszeit Trumps ausarbeitete. Der von Kellogg und Fleitz ausgearbeitete Plan sieht ein Einfrieren des Konflikts durch einen Waffenstillstand vor. Beide Kriegsparteien sollen laut dem Plan durch Druck aus den USA zu einem Waffenstillstand gedrängt werden; die Ukraine soll laut dem Plan nur dann amerikanische Waffenlieferungen erhalten dürfen, wenn sie ein Einfrieren des Konflikts akzeptiert. Russland soll wiederum unter der Androhung, dass die USA ihre Waffenlieferungen an die Ukraine intensivieren, zu Verhandlungen gedrängt werden. Während dieser Verhandlungen sollen – im Gegensatz zu früheren Verhandlungsinitiativen zum Russland-Ukraine-Krieg – ein Waffenstillstand gelten. Um das Putin-Regime für ein langfristiges Abkommen mit der Ukraine zu gewinnen, sieht der Plan vor, dass die USA für eine gewisse Zeit einen NATO-Beitritt der Ukraine ausschließen und eine Lockerung der Wirtschaftssanktionen gegen Russland in Aussicht stellen. Die Ukraine solle Sicherheitsgarantien von den USA und weitere US-Waffenlieferungen erhalten. Laut Kellogg soll die Ukraine „nicht auf ihr Ziel verzichten, ihre Territorien zurückzugewinnen“. Kellogg sagte 2024, er sehe nicht, dass dies vor einem Amtszeitende des russischen Staatspräsidenten Wladimir Putin erfolge.
Sergei Naryschkin, Chef des russischen Auslandsgeheimdienstes SWR, hatte im November 2024 geäußert, dass Russland nicht bereit sei, den Konflikt einfrieren zu lassen.
Im November 2024, nach Trumps Wahlsieg, wurde Kellogg von Trump für dessen zweite Präsidentschaft zum Sondergesandten für die Ukraine und Russland (amtlich U.S. Special Presidential Envoy for Ukraine and Russia) nominiert und am 3. Februar 2025 ernannt.

## Belarus
Im Juni 2025 konnte Kellogg im Rahmen eines Treffens mit dem belarussischen Machthaber Aljaksandr Lukaschenka ins Minsk erwirken, dass dieser 14 der etwa 1400 politischen Gefangenen in Belarus freiließ. Unter den Freigelassenen befand sich Sjarhej Zichanouski. Bei dem Treffen war es vorrangig um eine friedliche Lösung für Russlands Krieg in der Ukraine und um die bilateralen Beziehungen zwischen den USA und Belarus gegangen.

## Orden und Auszeichnungen
Keith Kellogg erhielt im Lauf seiner militärischen Laufbahn unter anderem 
- Army Distinguished Service Medal
- Silver Star
- Defense Superior Service Medal
- Legion of Merit
- Bronze Star Medal
- Defense Meritorious Service Medal
- Meritorious Service Medal
- Air Medal
- Joint Service Commendation Medal
- Army Commendation Medal
- Army Achievement Medal
- Joint Meritorious Unit Award
- Meritorious Unit Commendation
- Department of Defense Medal for Distinguished Public Service
- National Defense Service Medal
- Armed Forces Expeditionary Medal
- Vietnam Service Medal
- Southwest Asia Service Medal
- Gallantry Cross (Südvietnam)
- Medal of National Defense in Bronze (Kambodscha)
- Ehrenzeichen der Bundeswehr (Deutschland)
- Civil Actions Medal (Südvietnam)
- Vietnam Campaign Medal (Südvietnam)
- Kuwait Liberation Medal (Saudi-Arabien)
- Kuwait Liberation Medal (Kuwait)
- Combat Infantryman Badge